# پاپ لئون سوم

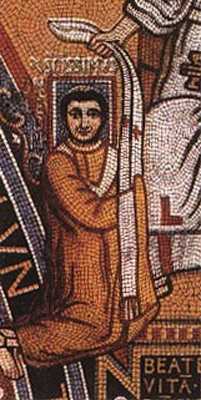

پاپ لئون سوم (به انگلیسی: Leo III) یکی از پاپ‌های کلیسای کاتولیک رم بود که از ۷۹۵ تا۱۲ ژوئن ۸۱۶ میلادی پاپ بود.
در سال 799 میلادی طی سوء قصدی که به وی شد، دشمنان او در خیابان به وی حمله کردند تا چشم های او را از حدقه در آورده و زبانش را ببرند؛ کاری که در آن دوره بسیار رایج بود.
بعد ها در روایتی گفته شد که "زبان و چشم او دوباره سبز شده، چون او مرد مقدسی است."
شارلمانی، پادشاه فرانسه (از دودمان فرانک ها) که به مسیحیت اعتقادی راسخ داشت، از نزدیکان او بود و در طی شورشی که علیه وی شد، سپاهی را به کمکش فرستاد.
پاپ لئوی سوم نیز به نشانه قدردانی؛ او را به لقب "امپراتور مقدس روم" مفتخر کرد.